# Tungstate de cadmium
Le tungstate de cadmium (CdWO4 ou CWO), le sel de cadmium de l'acide tungstique, est un solide chimiquement inerte et dense qui est utilisé comme cristal scintillateur pour détecter les rayons gamma. Il a une densité de 7,9 g/cm3 et une température de fusion de 1 325 °C. Il est toxique par inhalation et ingestion. Ses cristaux sont transparents, incolores, avec une légère teinte jaune. Il est inodore et n'est pas hygroscopique.
Le cristal est transparent et il émet de la lumière lorsqu'il est frappé par des rayons gamma ou des rayons X, ce qui le rend utile comme détecteur de rayonnement ionisant. Sa longueur d'onde de scintillation maximale est de 480 nm (avec une plage d'émission comprise entre 380 et 660 nm) et une efficacité de 13 000 photons/MeV. Il a un relativement bon rendement lumineux, son rendement lumineux étant d'environ 40 % de celui de NaI(Tl), mais le temps de scintillation est relativement long (12−15 μs). Il est souvent utilisé en tomodensitométrie. L'association du cristal scintillateur avec un bloc de carbure de bore permet la fabrication de détecteurs compacts de rayons gamma et de neutrons.
Le tungstate de cadmium fut utilisé en remplacement du tungstate de calcium dans certains fluoroscopes depuis les années 1940,. Une radio-pureté élevée permet d'utiliser ce scintillateur comme détecteur de processus nucléaires rares (double désintégration bêta, autres désintégrations alpha et bêta) dans des applications à faible bruit de fond. Par exemple, la première indication de la radioactivité alpha naturelle du tungstène (radioactivité alpha de 180W) a été faite en 2003 avec des détecteurs CWO. À cause des durées d'émission lumineuse différentes pour différents types de particules ionisantes, la technique de discrimination alpha-bêta a été développée pour les scintillateurs CWO.
Des films de tungstate de cadmium peuvent être déposés par le procédé sol-gel. Des nanotiges de tungstate de cadmium peuvent être synthétisés par un procédé hydrothermal.
Des matériaux similaires sont le tungstate de calcium (scheelite) et le tungstate de zinc.
Il est toxique, comme tous les composés du cadmium.